# 雀儿山
雀儿山（藏语称措拉，意为大鸟羽翼）是位于中国四川省甘孜藏族自治州境内的一条山脉，属于横断山脉北部沙鲁里山的余脉。雀儿山位于青藏高原的东南缘，呈西北东南走向，北衔莫拉山，南接沙鲁里山。同名主峰（藏语称绒峨扎峰）位于山脉南段，海拔6168米。由于主峰突兀于周围十座5500米的群峰之上，显得主峰特别高峻挺拔，故有“爬上雀儿山，鞭子打着天”之说。川藏公路北线（317国道）就从主峰北坡穿过，该路段有川藏线“第一高”、“第一险”之称。雀儿山隧道于2012年9月动工，2017年9月26日建成通车。
雀儿山主峰有西北、东北两条山脊。在西北山脊上，距主峰3公里处是雀儿山峰，海拔6119米，与主峰并排耸峙于云海之上，冰雪皑皑，巍峨雄伟。雀儿山主峰山体高大，地形复杂，冰川发育完整，冰裂密布，攀登技术难度大。从谷底至山顶，相对高差在2000米至4000米之间，山峰北坡和东南坡谷中躺卧着两条大型冰川，冰川舌部直伸到海拔4500米的森林边缘。主峰的西北麓是冰川湖新路海（藏语称玉龙拉错），海拔4100米，具有得天独厚的动植物资源，在其前端横卧着两条高达200米、长3公里的侧渍堤和终渍城，高出湖面10一15米，是北坡硬槽沟古冰川作用的遗迹。丘状的高原面上是呈块状分布的云杉和园柏。森林草原中栖息着黑熊、林窟、白唇鹿、惫羚、雪豹、岩羊等20多种动物。因此，四川省人民政府在1990年将新路海认定为省级自然保护区。
1951年，解放军以简陋的工具和血肉之躯，历半年时间，建成了雀儿山公路，从此高峻险要、冰峰林立的雀儿山、以拥有川藏最高公路而闻名于世。

## 攀登历史[2]

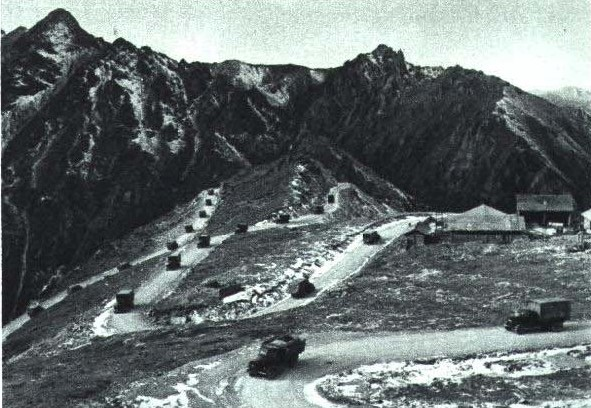
1965年 雀儿山

- 1988年9月24日和25日由中国地质大学（武汉）和日本神户大学组成的联合登山队的 10 人分两批沿北坡首次登顶雀儿山。
- 1997年，一直来自英国的登山队登顶。
- 2002年8月，两名韩国人登顶。
- 2003年7月，来自四川成都的刃脊探险登山队有六人成功登顶。
- 2006年7月8日和9日，清华大学登山队两批共8名学生成功登顶此峰。
- 2007年7月岩羊户外创始人罗日格西登顶雀儿山。
- 2009年9月，成都岩羊户外前身三奥雪山马帮组织商业活动队员和协作总计12人
- 2010年8月，北航凌峰社登山队5名队员和一名记者、两名协作登顶。
- 2011年7月，川藏高山协作队组织的商业登山队中，30余人登顶。
- 2012年7月，北京大学山鹰社登山队19人登顶。
- 2012年7月24日，成都驴子加盟站-高山协作队，协作北大山鹰社修通至雀儿山登顶路线，并登顶。
- 2012年8月，两名来自江苏的自由登山者成功登顶。
- 2013年7月，成都岩羊户外组织的商业活动第一组15人全部队员成功登顶
- 2014年7-8月，成都岩羊户外雀儿山登山队，分三组冲顶，共32人成功登顶
- 2014年7月23日，中国人民大学自游人登山队11名队员于上午9点10分登顶。
- 2015年8月10-11日，北京航空航天大学凌峰社登山队分两组共12人分别于早上8点30分登顶雀儿山。
- 2015年7月30日，北京工业大学峻野登山社凯乐石登山队11名队员于早上8点11分登顶雀儿山主峰。
- 2015年7-8月，岩羊户外&凯乐石雀儿山登山队分3个小组登顶
- 2015年9月6日，纪念抗战70周年，岩羊户外、中华户外联合登山队登顶
- 2015年国庆，岩羊户外&凯乐石雀儿山登山队分2个小组登顶